# لورتشال (مقاطعة كلاردشت)
لورتشال (بالفارسية: لورچال) هي قرية تقع في قسم بيرون‌بشم الريفي (مقاطعة كلاردشت) في إيران. يقدر عدد سكانها بـ 23 نسمة .